# Jo March

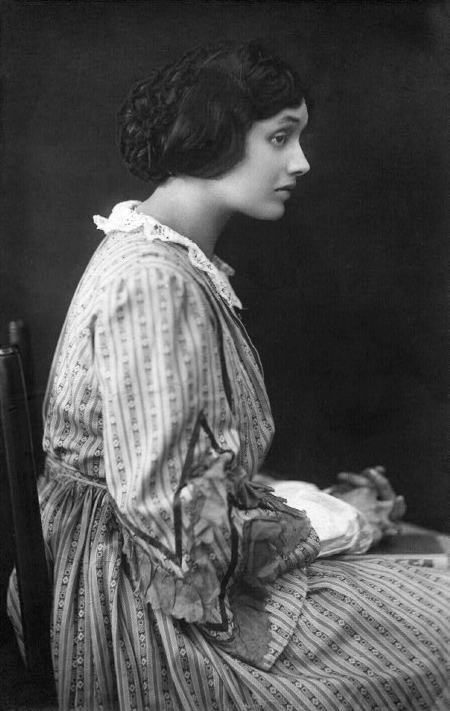
Katharine Cornell como Jo March en una producción teatral londinense.

Josephine "Jo" March es la protagonista de la novela Mujercitas, publicada en 1868 por la escritora norteamericana Louisa May Alcott. El personaje está inspirado en la propia autora, actuando como su alter ego dentro de la historia.

## Caracterización
"No quiero una chimenea acogedora. Quiero vivir aventuras, y las voy a buscar."
Jo March a sus hermanas.

Jo o Josephine es la segunda de las cuatro hermanas March, teniendo 15 años al comienzo de la historia. Descrita como una joven temperamental y rebelde, reniega del papel femenino tradicional, rehuyendo a las convenciones sociales de la época. Aborrece las características tradicionalmente femeninas y se niega a adaptarse a los estereotipos de cómo deberían actuar las damas. Envidia a Laurie la oportunidad de estudiar en Harvard y más en general, la libertad que tiene como hombre. De acuerdo con Greta Gerwig, que dirigió la versión cinematográfica del 2019, "Jo es una chica con un nombre masculino, que quiere escribir y tiene muchas cosas distintas con las que nos identificamos."

Su carácter fuerte y sarcástico la lleva a tener encontronazos con Amy, a quien ningunea por ser la más pequeña y considerarla vanidosa y superficial. En cambio, es protectora de su otra hermana menor, Beth, a quien acompaña cuando contrae la escarlatina. 

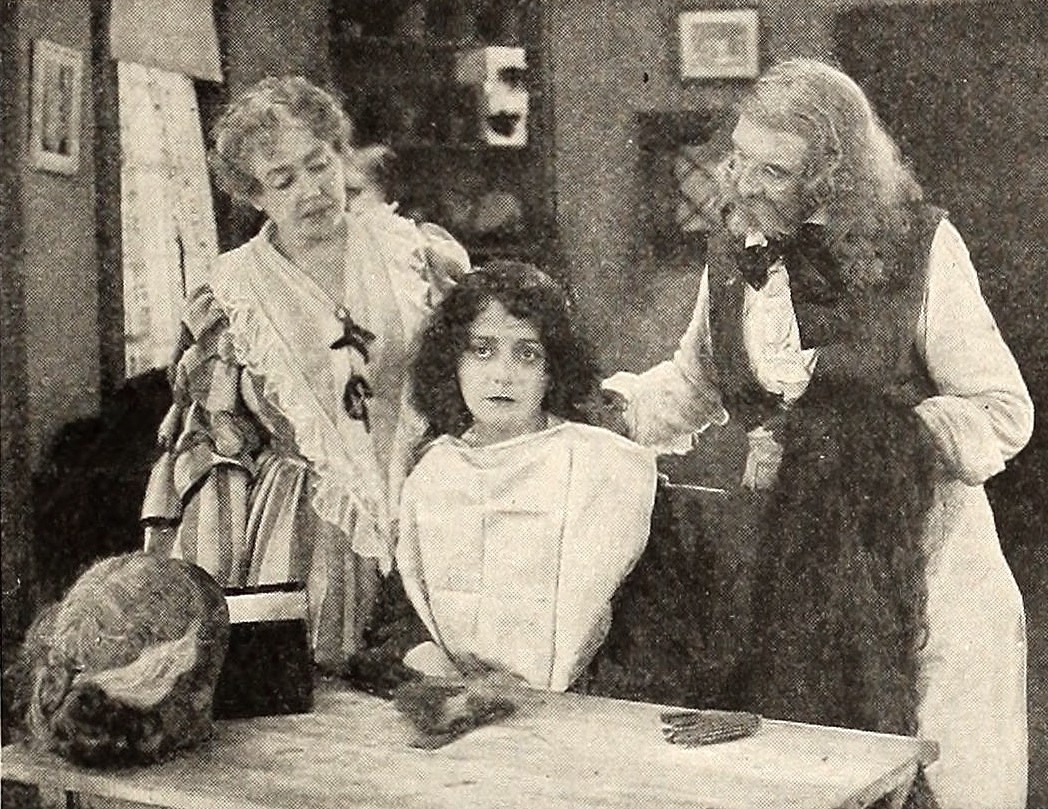
Jo March, interpretada por Dorothy Bernard, con sus padres.

En línea con esta caracterización, tiene grandes ambiciones como escritora y al principio se muestra contraria a la idea del matrimonio: rechaza la propuesta de Laurie y reniega del casamiento de su hermana Meg, declarando que "Desearía poder casarme con Meg yo misma, para guardarla segura dentro de la familia". Originalmente, la idea de Alcott, que nunca se casó, era que Jo mantuviera esta postura y terminara la novela como una solterona con grandes dotes literarias. Sin embargo, debido a presiones de su editor que consideraba que el libro no se iba a vender si una protagonista femenina terminaba la historia sin casarse, la casa con el profesor Baher, un personaje que según la propia autora es un personaje poco romántico.
A pesar de haber logrado publicar algunas de sus historias cortas y una novela basada en la historia de su familia, Jo termina por dejar de lado sus ambiciones literarias y convierte la propiedad que hereda de su tía en una escuela que dirige junto a su marido.

## En la cultura popular

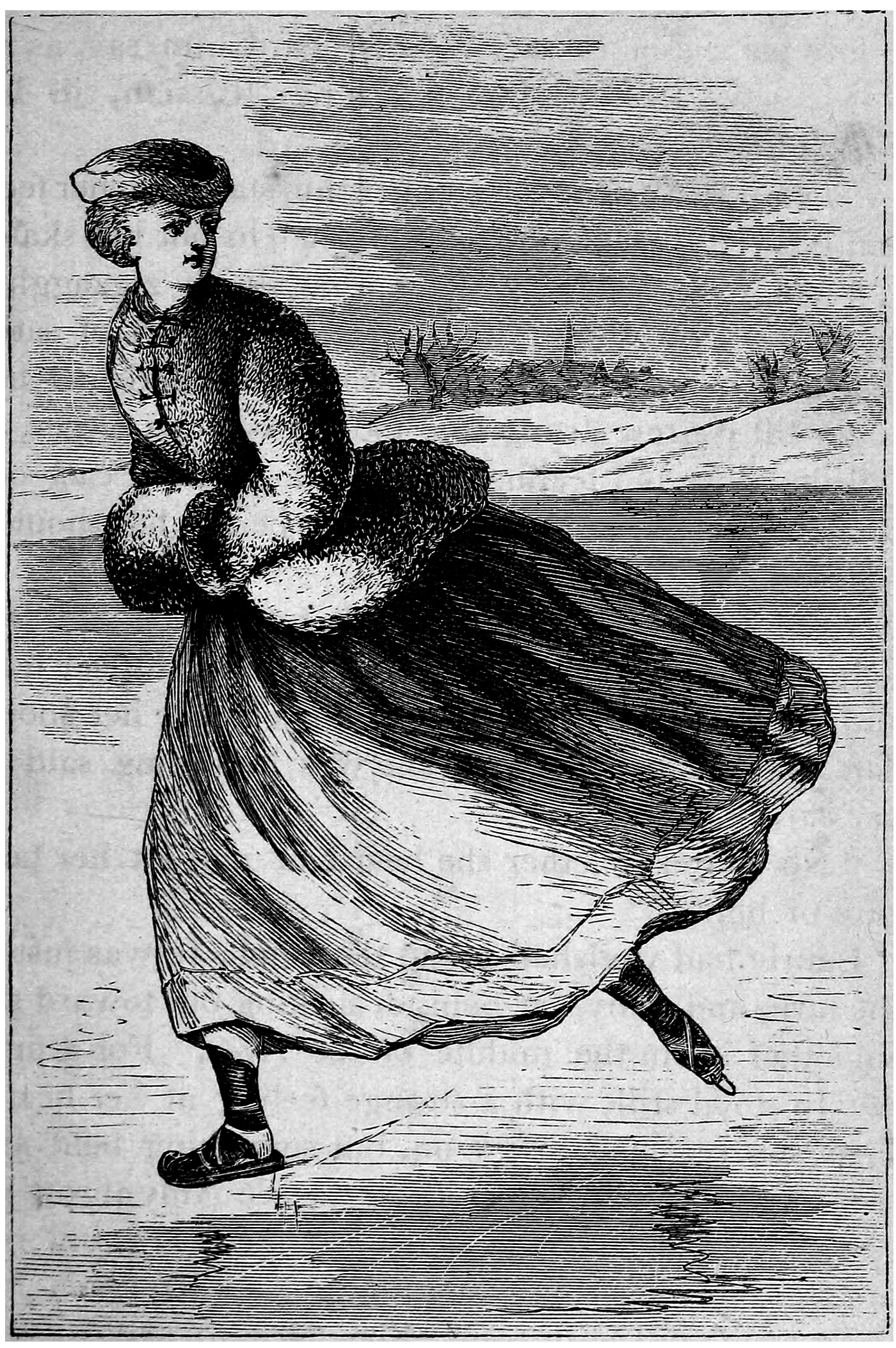
Jo March Patinando

Jo March es uno de los personales femeninos más populares en la literatura norteamericana, ocupando el puesto en la lista de Mejores Personajes Femeninos en la Literatura de Ranker. Ha aparecido en numerosas adaptaciones de Mujercitas realizadas en cine y teatro. Algunas de las interpretaciones más destacadas son:
- En la primera version cinematográfica, dirigida en 1918 por Harley Knoles, el papel de Jo fue interpretado por la actriz Dorothy Bernard.

- En la segunda versión de 1933 (de George Cukor), fue la actriz Katharine Hepburn quien tomó el papel.
- En Mujercitas de 1949 (de Mervyn LeRoy), fue June Allyson quien dio vida a Jo.
- En la versión de Gillian Armstrong (1994) el papel de Jo fue realizado por Winona Ryder, valiéndole una nominación al Oscar.
- En la  versión cinematográfica de 2019, fue interpretada por Saoirse Ronan, papel por el que Ronan también recibió una nominación al Premio de la Academia como Mejor Actriz.

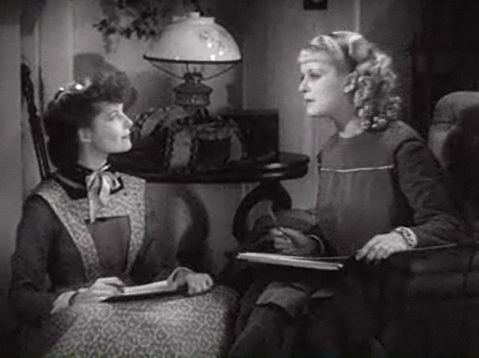
Katharine Hepburn como Jo y Joan Bennet como Amy en la versión cinematográfica de 1933.